# Storia economica degli Stati Uniti d'America
La storia economica degli Stati Uniti riguarda le caratteristiche e i principali sviluppi economici degli USA dai tempi coloniali fino al presente. [pagina in costruzione]
Maggior peso verrà dato ai risultati economici e come questi ultimi siano stati influenzati dalle nuove tecnologie, in modo particolare a ciò che ha influenzato una maggiore produttività. Verranno inoltre trattati i cambiamenti della dimensione dei settori economici e gli effetti apportati dalla legislazione e politiche di governo.

## Economia coloniale fino al 1780

Navi commerciali nel nodo marittimo di Salem, Massachusetts, 1770.

L'economia coloniale era molto diversa da quella di altre regioni del Nuovo continente. Le risorse naturali erano abbondanti, ma il lavoro scarseggiava.
Dal 1700 al 1775 la produzione delle tredici colonie aumentò di 12 volte, raggiungendo un valore economico pari al 30% della capacità produttiva della Gran Bretagna al momento dell'Indipendenza. L'aumento della popolazione fu responsabile per tre quarti della crescita economica delle colonie britanniche. La popolazione bianca libera aveva lo standard di vita più alto al mondo.
Sotto il dominio coloniale, la Gran Bretagna impose restrizioni sui tipi di beni che potevano essere prodotti nelle colonie e restrizioni sul loro commercio all'infuori dell'Impero Britannico.

### Demografia
All'inizio, la colonizzazione del Nord America si rivelò estremamente difficoltosa e la maggior parte dei coloni prima del 1625 morì nei primi anni dal loro insediamento. I coloni dipendevano da ciò che riuscivano a cacciare e raccogliere, da quello che avevano portato con sé e dalle consegne irregolari di cibo, utensili e approvvigionamenti vari finché non riuscirono a costruire forti e a coltivare la terra, garantendo una produzione di cibo costante. Essenziale fu la costruzione di mulini, segherie e fucine per la lavorazione del ferro in modo da poter essere autosufficienti. Inoltre, i coloni dovettero difendersi dai continui attacchi da parte degli Indiani. Dopo il 1829 la popolazione crebbe rapidamente grazie all'elevato tasso di natalità (8 bambini per famiglia contro i 4 in Europa) e a un minore tasso di mortalità rispetto a quello europeo, oltre che all'immigrazione. La lunga aspettativa di vita dei coloni fu resa possibile dall'abbondanza di cibo e legna e dalla bassa densità di popolazione che limitò la diffusione di malattie infettive. Il tasso di mortalità dovuto alle malattie, specialmente la malaria, era più alto nei climi caldi e umidi nel sud delle colonie rispetto alla più fredda Nuova Inghilterra.
Il maggior tasso di natalità era dovuto alle migliori opportunità di lavoro. Molti giovani adulti in Europa posticipavano il matrimonio per motivi economici. C'erano molti servi in Europa a cui non era permesso sposarsi. La popolazione stimata dei coloni bianchi aumentò da 40.000 in 1650 a 235.000 nel 1700. Nel 1690 si stima vi fossero 13.000 schiavi neri. La popolazione crebbe annualmente del 3% durante il diciottesimo secolo, raddoppiando ogni 25 anni o meno. Nel 1775 la popolazione contava 2,6 milioni, di cui 2,1 erano bianchi, 540.000 neri e 50.000 nativi americani. Il totale della popolazione nelle colonie era 1/3 della popolazione della Gran Bretagna. Le tre colonie maggiormente popolate nel 1775 erano: Virginia (21%), Pennsylvania (11%) e Massachusetts (11%).

### Economia
L'economia coloniale di ciò che diventeranno gli Stati Uniti era di tipo pre-industriale, principalmente fondata sull'agricoltura. Vi erano piccole fattorie che producevano prodotti artigianali destinati principalmente al consumo domestico, anche se qualche bene veniva poi venduto.
L'economia di mercato era basata sull'estrazione e lavorazione di risorse naturali, come l'estrazione mineraria, la macinazione del grano nei mulini, la produzione di legna nelle segheria e di prodotti agricoli sia per uso locale sia come beni di esportazione. I beni agricoli più esportati erano i cereali grezzi e lavorati (grano, mais, riso, pane e farina) e tabacco. Il tabacco veniva coltivato principalmente nella Baia di Chesapeake mentre il riso nella Carolina del Sud. Il pesce essiccato e salato era inoltre un prodotto d'esportazione molto richiesto. La Carolina del Nord era il produttore leader dei prodotti destinati alle navi come ad esempio la trementina (usata per le lampade), colofonia (per candele e saponi), catrame (come conservante per legno e funi) e pece (per gli scafi delle navi). Altro bene d'esportazione era il carbonato di potassio, derivato dalla cenere del legno e usato come fertilizzante e per produrre sapone e vetro.
Le colonie dipendevano dalla Gran Bretagna per molti beni finiti, in parte perché era proibito produrre gran parte dei beni finiti nelle colonie. Tali leggi miravano a creare un surplus commerciale per la Gran Bretagna: la bilancia commerciale infatti era estremamente a suo favore.
Il settore più grande che non fosse legato all'agricoltura era la costruzione navale, che comprendeva dal 5 al 20% dell'occupazione complessiva. Il 45% delle navi costruite in America venivano successivamente vendute fuori dall'Impero Britannico.
L'export e i servizi a esso collegati comprendevano un sesto delle entrate totali nel decennio precedente alla rivoluzione. Poco prima della rivoluzione, il tabacco rappresentava circa un quarto del valore dell'export. Nel periodo della rivoluzione le colonie producevano il 15% del ferro nel mondo anche se il valore dell'export del ferro era minore rispetto a quello del grano e tabacco. I minerali di ferro estratti non erano di buona qualità, in compenso però le enormi foreste provvedevano un'adeguata quantità di carbone. Il legname in Gran Bretagna stava diventando sempre più scarso e il carbone stava acquistando sempre più mercato. La Gran Bretagna incoraggiava la produzione di ferro, ma proibì la costruzione di fucine per la sua lavorazione nel 1750, proibizione per lo più ignorata dai coloni.
Gli insediamenti erano sparsi e il trasporto di persone e merci era profondamente limitato dalla mancanza di strade adeguate. Le città sorgevano o lungo i corsi d'acqua navigabili o lungo le coste. Nonostante la costruzione di nuove strade, evento raro durante il periodo coloniale, il trasporto delle merci rimaneva molto elevato. La distanza economica massima per trasportare merce di basso valore presso un canale navigabile non superava i 40 km. Nelle poche piccole città e nelle vaste piantagioni nella Carolina del Sud, molti bene e virtualmente tutti i prodotti di lusso erano importati in cambio di esportazioni di tabacco, riso e indaco.
Dal XVIII secolo i settori economici furono ben chiari: le colonie della Nuova Inghilterra generavano profitti dalla costruzione di navi e dal trasporto via nave, le piantagioni (molte delle quali usavano il lavoro degli schiavi) nel Maryland, Virginia e le Carolinas producevano tabacco, riso e indaco. Le colonie centrali di New York, Pennsylvania, New Jersey e Delaware trasportavano prodotti agricoli e pellame. Con l'eccezione degli schiavi, la qualità di vita era molto alta, a conti fatti persino più alta di quella dell'Inghilterra stessa.

#### Nuova Inghilterra
L'economia della Nuova Inghilterra mantenne una rapida crescita per tutta la durata del periodo coloniale nonostante non avesse un prodotto agricolo stabile da poter esportare. Le province e molte delle città cercarono di sviluppare la propria economia costruendo nuove infrastrutture: strade, ponti, locande e ferrovie. Sussidi, sovvenzioni o monopoli vennero dati alle segherie, mulini, ferriere, sartorie, saline e vetrerie. Molto importante fu il sistema legislativo coloniale per regolare il lavoro tramite risoluzioni di dispute, contratti e la protezione della proprietà. Duro lavoro e intraprendenza caratterizzò la regione, complici anche i Puritani e Yankees che adottarono "l'etica protestante del lavoro", la quale gratificava gli uomini a lavorare duro come parte del volere divino.
I benefici della crescita erano ampiamente distribuiti in Nuova Inghilterra: dai mercanti ai contadini e lavoratori in generale. La rapida crescita della popolazione comportò una mancanza di terra fertile da coltivare le cui conseguenze furono la tendenza a posticipare il matrimonio e a spostarsi verso Ovest in cerca di nuove terre. Nei piccoli insediamenti e nelle città vi erano una forte intraprendenza e un aumento costante della specializzazione del lavoro. I salari per gli uomini crebbero costantemente prima del 1775, nuove opportunità occupazionali si aprirono per le donne, come la tessitura, l'insegnamento e la sartoria. La regione confinava con la Nuova Francia e durante le numerose guerre la Gran Bretagna investiva soldi per comprare provviste, costruire strade e per pagare i soldati coloniali. Presso le coste, i porti si specializzarono nella pesca, commercio internazionale e nella costruzione di navi, dopo il 1780 anche nella caccia alle balene. In concomitanza della crescita dei mercati urbani per i prodotti agricoli, questi fattori permisero all'economia di fiorire nonostante la mancanza di innovazione tecnologica.
L'economia del Connecticut incominciò con la produzione agricola nel XVII secolo e si sviluppò producendo una quantità di prodotti diversi destinati soprattutto ai mercati più lontani, come le colonie inglesi nei Caraibi. La Rivoluzione Americana fermò le importazioni dalla Gran Bretagna e sviluppò il settore manifatturiero grazie all'intraprendenza dei suoi abitanti e alle loro capacità meccaniche. Nella seconda metà del XVIII secolo, sorsero alcune difficoltà dalla mancanza di buone terre coltivabili, problemi finanziari e l'abbassamento dei prezzi delle esportazioni. In agricoltura si passò dalla produzione di grano alla produzione di prodotti animali. Il governo coloniale cercò di tanto in tanto di promuovere la produzione di altri tipi di beni come la canapa, potassa e legna per migliorare la bilancia commerciale dell'export con la Gran Bretagna.

### Centri urbani
Lo storico Carl Bridenbaugh esaminò in profondità cinque città chiave: Boston (16.000 abitanti nel 1760), Newport Rhode Island (7.500 abitanti), New York City (18.000 abitanti), Philadelphia ( 23.000 abitanti) e Charles Town (8.000 abitanti). Egli sostenne che queste città crebbero da piccoli villaggi a importanti centri per il commercio, tra speculazione edilizia, immigrazione e prosperità, diffondendo le idee dell'Illuminismo e nuovi metodi medici e tecnologici. Svilupparono un sistema di educazione americano e un loro welfare. Queste città non avevano alcunché di particolare per degli standard europei, ma mostravano dei segni distintivi e delle caratteristiche proprie americane. Secondo Bridenbaugh, non vi era nessuna aristocrazia o un potere forte della chiesa e non vi erano gilde potenti. I governi coloniali erano ben più deboli e invadenti di quelli in Europa. Svilupparono nuovi metodi per generare profitto, di costruire infrastrutture e di risolvere i problemi urbani. Erano più democratici rispetto alle città europee, dove una gran parte degli uomini aveva diritto di voto e le classi sociali erano più dinamiche. A differenza dell'Europa, gli editori (specialmente gli editori di giornali) avevano molto più potere di influenzare l'opinione pubblica. Secondo Bridenbaugh, a metà del XVIII secolo la classe media dei professionisti, lavoratori e artigiani dominavano le città. Sosteneva che fossero "sensati, astuti, frugali, ostentatamente morali, generalmente onesti" e le loro lotte economiche portarono a una maggior democrazia nella politica.
Numerosi storici hanno esplorato i ruoli della classe lavorativa, schiavi inclusi, nell'economia delle città coloniali e all'inizio della Repubblica.
C'erano poche città nelle regioni meridionali, Charleston (Charles Town) e New Orleans erano le due più importanti prima della guerra civile. La colonia della Carolina del Sud era abitata principalmente dai "planters" provenienti dalla sovrappopolata isola Barbados nella quale si coltivava zucchero grazie a un gran numero di schiavi africani.
Alla vigilia della Rivoluzione, il 95% della popolazione americana viveva fuori dalle città --  per sfortuna degli Inglesi, visto che riuscirono a occupare le città grazie alla Royal Navy senza però riuscire a catturare e soggiogare le campagne per mancanza di effettivi. Nello spiegare l'importanza delle città nel periodo rivoluzionario, Benjamin Carp compara il ruolo chiave dei lavoratori portuali, le taverne, chiese, legami famigliari e politici locali. Lo storico Gary B. Nash enfatizza il ruolo della classe operaia e la sfiducia verso i loro superiori, nei porti più a nord. Gary enfatizza la centralità della classe artigianale in Philadelphia nel 1770 e nella creazione di una forma di governo ispirata da ideali democratici durante la rivoluzione. Costoro mantennero il potere per un po', servendosi di milizie locali per disseminare la loro ideologia alla classe operaia. Riuscirono a restare al potere fino a quando gli uomini d'affari instaurarono una contro rivoluzione di tipo conservativo.

### Contesto politico

#### Mercantilismo: antico e moderno
L'economia coloniale nel mondo operava secondo la filosofia del mercantilismo, una politica nella quale i paesi cercavano un surplus commerciale per poter accumulare riserve d'oro. Le potenze coloniali come l'Inghilterra, la Francia, la Spagna e la Repubblica Olandese cercavano di proteggere i loro investimenti nelle colonie impedendo alle stesse di commerciare tra loro.
La Spagna era particolarmente incentrata su un vecchio sistema di mercantilismo, nel quale si preoccupava principalmente di arricchire il governo spagnolo accumulando oro e argento. L'Olanda e soprattutto l'Inghilterra utilizzavano un approccio più incentrato sul mercato privato.
Un esempio di politica mercantile sulle colonie americane britanniche furono gli "Atti di navigazione" istituiti dal Parlamento inglese tra il 1651 e il 1673.
Alcune caratteristiche importanti degli Atti di navigazione (Navigation Act) erano:
- Le navi straniere erano escluse dal trasporto di merce tra i porti delle Colonie Inglesi.
- I beni prodotti in Europa diretti alle colonie dovevano transitare tramite l'Inghilterra.
- Alcuni beni specifici, tra i quali il pellame, alberi delle navi, riso e tabacco potevano essere esportati solamente in Inghilterra.

Nonostante gli Atti di navigazione fossero coercitivi, ebbero effetti trascurabili nel commercio e nei suoi profitti.
Alla vigilia dell'indipendenza, la Gran Bretagna aveva incominciato da poco la sua Rivoluzione Industriale, producendo beni finali da esportare nelle colonie. In quel periodo, metà del ferro battuto, cappelli di castoro, corde, chiodi, lino, seta e cotone lavorato prodotti in Inghilterra venivano consumati nelle Colonie americane inglesi.

#### Libertà d'impresa
L'economia domestica delle colonie godeva di grande libertà, anche se parte di questa libertà era dovuta alla mancanza di controllo sul rispetto delle regole imposte dall'Inghilterra nel commercio e nell'industria. Adam Smith usò le colonie britanniche come esempio dei benefici della libertà d'impresa. I coloni pagavano tasse minime.
Alcune colonie, come la Virginia erano fondate principalmente sullo sviluppo delle industrie. Il successo dell'Inghilterra nella colonizzazione di ciò che sarebbero diventati gli Stati Uniti risiedeva in larga parte sull'utilizzo di compagnie commerciali privilegiate. Queste compagnie erano formate da gruppi di azionisti (in genere mercanti e ricchi proprietari terrieri) in cerca di profitto economico personale e, forse, anche per portare avanti gli obbiettivi nazionali dell'Inghilterra. Mentre il settore privato finanziava le compagnie, il re provvedeva a garantire diritti economici, politici e giurisdizionali a ognuna di esse. Nelle colonie queste compagnie non riuscirono a generare profitti e gli investitori inglesi spesso lasciarono le loro compagnie in gestione ai coloni che vennero lasciati a costruirsi da soli anche un loro governo e una loro economia.

#### Tassazione
I governi coloniali avevano poche spese e le tasse erano minime.
Nonostante le colonie fossero un mercato per l'export di prodotti finiti fatti in Inghilterra, quest'ultima dovette sostenere delle spese per garantire protezione contro la pirateria utilizzando la British Navy oltre ad altre spese militari. Una delle prime tasse fu l'imposta sulla melassa del 1733.
Durante il 1760 nuove tasse vennero imposte alle colonie. Questo comportò un grande tumulto tra la popolazione, da cui gli storici datano le origini della Rivoluzione Americana. Il problema non era la quantità di tasse da dover pagare, visto che erano piuttosto basse, ma l'autorità costituzionale del Parlamento nei confronti delle assemblee di votare per nuove tasse. Quest'ultime includevano lo Sugar Act del 1764, lo Stamp Act del 1765 e tasse sul tè e altri prodotti importati. Gli storici hanno discusso a lungo riguardo ai costi imposti dal Navigation Act, i quali erano meno visibili e non suscitarono molte lamentele. In ogni caso, nel 1995 gli storici trovarono un certo grado di consenso tra loro nell'affermare che "i costi imposti agli americani dalle restrizioni sul commercio del Navigation Act erano pochi".

### Guerra d'indipendenza americana
Gli americani delle Tredici Colonie rivendicavano gli stessi diritti degli Inglesi di eleggere i loro rappresentanti del governo e le tasse da imporre, richiesta che venne respinta dalla Gran Bretagna. Gli americani tentarono una sorta di resistenza boicottando i prodotti fatti in Inghilterra e gli inglesi risposero con le Leggi intollerabili del 1774 e il rifiuto dei diritti americani. In cambio, gli americani incominciarono la guerra d'indipendenza che risultò essere una guerra totale contro gli inglesi per ottenere l'indipendenza dei nuovi Stati Uniti d'America. Gli inglesi cercarono di schiacciare l'economia americano bloccando tutti i porti, ma visto che il 90% della popolazione viveva nelle fattorie e solo il 10% nelle città, l'economia americana diede prova della sua resilienza e abilità nel portare avanti la guerra, che durò dal 1775 al 1783.
Vignetta dell'era rivoluzionaria nella quale vengono rappresentati gli Stati Uniti mentre segano il corno di una mucca (simboleggiando la rottura dal commercio britannico) con un inglese sconvolto che guarda mentre le altre potenze europee aspettano per ricevere il latte. La vignetta rappresenta lo status commerciale degli Stati Uniti durante la Rivoluzione.
La Rivoluzione Americana (1775-1783) portò alla stesura di alcuni diritti inalienabili: "vita, libertà, e ricerca della felicità", enfatizzando la libertà individuale e imprenditoriale oltre che l'impegno verso i valori politici del liberalismo e repubblicanesimo che a loro volta enfatizzano i valori naturali, equità davanti alla legge per tutti i cittadini, virtù e dovere civico e promozione del welfare.
La guerra dell'Inghilterra contro gli americani, spagnoli e francesi costò circa 100 milioni di £. Il Tesoro prese in prestito il 40% della somma mentre il resto venne riscosso tramite un efficiente sistema di tassazione.
Il Congresso e gli stati americani ebbero enormi difficoltà a finanziare la guerra. Nel 1775 vi erano al massimo 12 milioni di dollari in oro, insufficienti a coprire le transazioni esistenti e di certo non abbastanza per coprire una guerra di tale portata. Gli inglesi peggiorarono di molto la situazione bloccando i porti e di conseguenza quasi tutto l'import ed export delle colonie. Una soluzione parziale fu quella di reclutare delle milizie volontarie e donazioni da parte di cittadini patriottici. Un'altra soluzione fu quella di rimandare gli attuali pagamenti, pagare i soldati e fornitori con una moneta deprezzata promettendo di migliorare il tutto dopo la guerra. Infatti, nel 1783 soldati e ufficiali ottennero delle terre per coprire il salario non percepito durante la guerra. Solo nel 1781, quando Robert Morris venne nominato Soprintendente delle Finanze degli Stati Uniti, il governo ebbe un forte leader in materie finanziarie. Morris usò un prestito dalla Francia nel 1782 per istituire la Banca del Nord America per finanziare la guerra, pretendendo una condivisione fra stati di soldi e provviste. È bene notare come le enormi spese finanziarie derivate dalla guerra, portarono la Francia sull'orlo della bancarotta e successivamente alla rivoluzione.
Il Congresso utilizzò principalmente quattro metodi per coprire i costi di guerra i quali ammontarono a 66 milioni di dollari in argento e oro. Dal 1775 al 1781 vennero stampate a più riprese grandi quantità di dollari in carta. L'inflazione aumentò, ma il 90% della popolazione era composta da contadini che non vennero direttamente interessati mentre per chi percepiva un salario fisso fu un duro colpo. I debitori ne approfittarono potendo ripagare i debiti utilizzando una moneta deprezzata. Il peso più grande fu a carico dei soldati dell'Esercito Continentale i cui salari erano generalmente arretrati e perdevano valore ogni mese, indebolendo il loro morale e la situazione economica delle loro famiglie.
Dal 1776, il Congresso decise di riscuotere soldi tramite indebitamento nei confronti di privati facoltosi con la promessa di ripagare i debiti dopo la guerra. I debiti vennero ripagati nel 1791 secondo il loro valore nominale, ma la cifra ottenuta fu bassa visto che gli americani avevano ben pochi risparmi e molti dei ricchi mercanti supportavano la Corona britannica. Dal 1776 i francesi diedero segretamente agli americani soldi, munizioni e polvere da sparo per indebolire il loro arcinemico, la Gran Bretagna. Quando la Francia entrò in guerra ufficialmente nel 1778 questi sussidi continuarono e il governo francese oltre che i banchieri a Parigi e Amsterdam diedero in prestito grosse somme di denaro agli americani per sostenere le spese di guerra. Questi prestiti vennero ripagati del tutto nel 1790.
Dal 1777 il Congresso chiese ripetutamente agli stati di riscuotere denaro, ma quest'ultimi non possedevano un adeguato sistema di tassazione quindi risultarono di ben poco aiuto. Nel 1780 il Congresso richiedeva la fornitura di specifici beni quali: mais, manzo, carne di maiale e quant'altro potesse essere utile. Il sistema fu estremamente inefficiente e l'esercito patì la fame, ma rimase comunque in servizio.
Le città ebbero un ruolo chiave nel fomentare la guerra d'indipendenza, ma vennero colpite duramente dalla guerra stessa dal 1775 al 1783. Persero il loro ruolo di porti oceanici a causa del blocco navale inglese. Inoltre, gli inglesi occuparono le città, specialmente New York dal 1776 al 1783. Durante l'occupazione le città vennero tagliate fuori dal commercio con l'entroterra e da qualsiasi forma di comunicazione con quest'ultimo. Quando gli inglesi se ne andarono nel 1783, portarono con sé un gran numero di ricchi mercanti che ripresero la loro attività in altre parti dell'Impero Britannico.

## La Nuova Nazione
La Costituzione degli Stati Uniti d'America adottata nel 1787, stabilì un mercato unico comune senza tariffe o tasse tra gli stati.
Dopo la guerra, le città più vecchie ripresero le loro attività economiche mentre altre si svilupparono rapidamente, tra le quali Salem, Massachusetts (che aprì una nuova rotta commerciale con la Cina); New London, Connecticut e Baltimore, Maryland.
Sotto l'amministrazione Washington le banche locali fiorirono in tutte le città. Le attività dei mercanti fiorirono trainando la crescita economica delle città.
La situazione di pace durò solamente un decennio, in quanto nel 1793 Inghilterra e Francia insieme con i loro alleati entrarono in guerra. Gli Stati Uniti commerciavano con entrambi ed erano il loro principale partner commerciale. La situazione precipitò con la Quasi-guerra del 1798-99 contro la Francia e la guerra economica con l'Inghilterra del 1807-1812 che poi si trasformò in guerra totale nel 1812-1815.
Il Segretario al Tesoro Alexander Hamilton era fortemente convinto che gli Stati Uniti dovessero inseguire una crescita economica in settori diversificati, quali la navigazione, settore manifatturiero e servizi bancari. Nel 1791 ottenne dal Congresso l'autorizzazione per creare la Prima Banca degli Stati Uniti, la cui concessione durò fino al 1811.

### Industria e commercio

#### Trasporti
Vi erano pochissime strade al di fuori delle città e i canali navigabili erano ben pochi. Nel 1792 i costi stimati del trasporto dei prodotti agricoli ai porti più vicini erano di un quinto del valore del carico. Il modo più economico per trasportare la merce era via acqua, lungo la costa o sui fiumi e laghi. Nel 1816 si stimò che "una tonnellata di beni potesse essere trasportata per 3.000 miglia in Europa per 9 $, ma per tale cifra si potrebbe trasportarla per sole 30 miglia in questo paese"

#### Mulino automatico

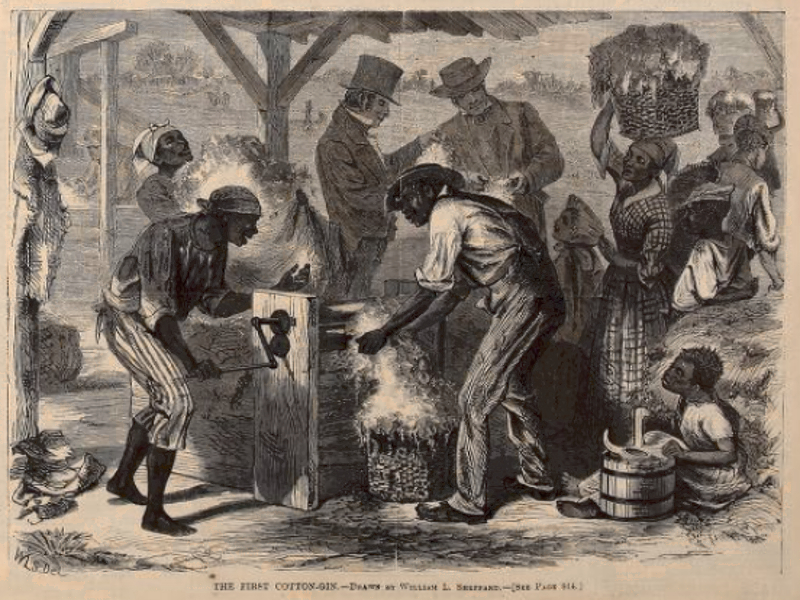
Schiavi afroamericani al lavoro

Nel 1780 Olver Evans inventò un mulino automatico in grado di lavorare il grano senza quasi necessitare il lavoro dell'uomo.Tramite un sistema di ascensori e funi oltre che di regolatori centrifughi era in grado di funzionare senza l'intervento di un operatore.

#### Sgranatrice di cotone
Il cotone veniva coltivato su piccola scala nel Sud, ma la sua coltivazione esplose dopo l'uso della sgranatrice di cotone di Eli Whitney. Con la sgranatrice, la rimozione dei semi era cinquanta volte più veloce rispetto al tradizionale rullo. Ben presto le piantagioni di cotone, basate sul lavoro degli schiavi, si espansero nelle ricche terre delle Carolina fino al Texas. Il cotone grezzo veniva inviato agli stabilimenti tessili in Inghilterra, Francia e Nuova Inghilterra.

#### Lavorazione tessile meccanica

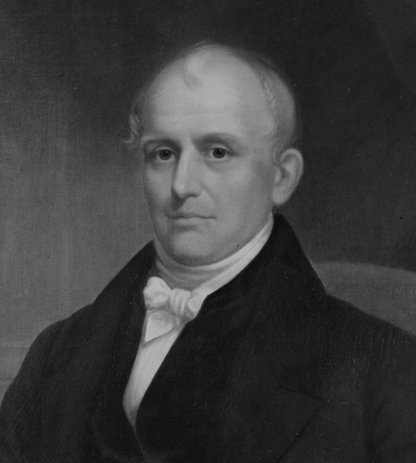
Samuel Slater (1768–1835).

Nell'ultimo decennio del XVIII secolo l'Inghilterra stava entrando nel periodo di rapida crescita della Rivoluzione Industriale, mentre il resto del mondo non possedeva ancora un'industria meccanizzata su larga scala. la Gran Bretagna proibì l'esportazione di telai meccanici e non permise ai lavoratori specializzati in questo settore di emigrare. Samuel Slater, un meccanico specializzato nella lavorazione del cotone in Inghilterra, memorizzò l'architettura del telaio meccanico. Si camuffò da operaio ed emigrò negli Stati Uniti, dove sapeva che la sua conoscenza era richiesta. Incominciò a lavorare nel 1789 come consulente presso la Almy & Brown in Rhode Island, compagnia che cercava di lavorare il cotone con delle apparecchiature che avevano comprato di recente. Slater capì che quella macchina non sarebbe mai stata in grado di lavorare il cotone con sufficiente qualità e persuase i proprietari di lasciargli progettare lui un nuovo macchinario. Slater non trovò alcun meccanico quando arrivò negli Stati Uniti ed ebbe molte difficoltà a trovare qualcuno che gli costruisse il macchinario. Successivamente incontrò Oziel Wilkinson e suo figlio David che produssero alcune parti in ghisa per il macchinario. Secondo David Wilkinson: "Tutti i processi di tornitura del ferro per il macchinario costruito dal Sig. Slater venne fatto a mano con uno scalpello o utilizzando un tornio manuale." Dal 1791 Slater riuscì ad avere parte dell'equipaggiamento in funzione. Nel 1793 Slater e Brown aprirono una fabbrica in Pawtucket, Rhode Island, la quale diventò la prima fabbrica di cotone alimentata ad acqua negli Stati Uniti. David Wilkinson inventò successivamente un tornio per la lavorazione del ferro che gli valse un premio da parte del Congresso.

### Finanza, denaro e banche
La prima banca degli Stati Uniti venne istituita nel 1791 da Alexander Hamilton e provocò una forte opposizione da parte della classe contadina guidata da Thomas Jefferson, il quale non riponeva fiducia alcuna nelle banche e altre istituzioni urbane. Quest'ultimi chiusero la banca nel 1811, anche se con la guerra del 1812 avrebbe potuto essere di grande aiuto per il Tesoro.

## L'inizio del XIX secolo
Gli Stati Uniti si trovavano in una situazione pre-industriale durante la prima metà del XIX secolo. La maggior parte delle persone vivevano nelle fattorie producendo gran parte di quello che consumavano. Una percentuale considerevole di persone fuori dalle fattorie era coinvolta nella gestione dei beni da esportazione. Il paese era un esportatore di prodotti agricoli e negli Stati Uniti venivano costruite le migliori navi al mondo.
L'industria tessile si sviluppò in New England grazie all'abbondante presenza d'acqua. L'energia a vapore veniva usata nelle fabbriche, ma l'acqua rimase la fonte d'energia principale fino alla Guerra Civile.
La costruzione di strade e canali, l'introduzione di navi a vapore e le prime ferrovie diedero il via a una rivoluzione dei mezzi di trasporto in tutto il paese.

### Sviluppi politici

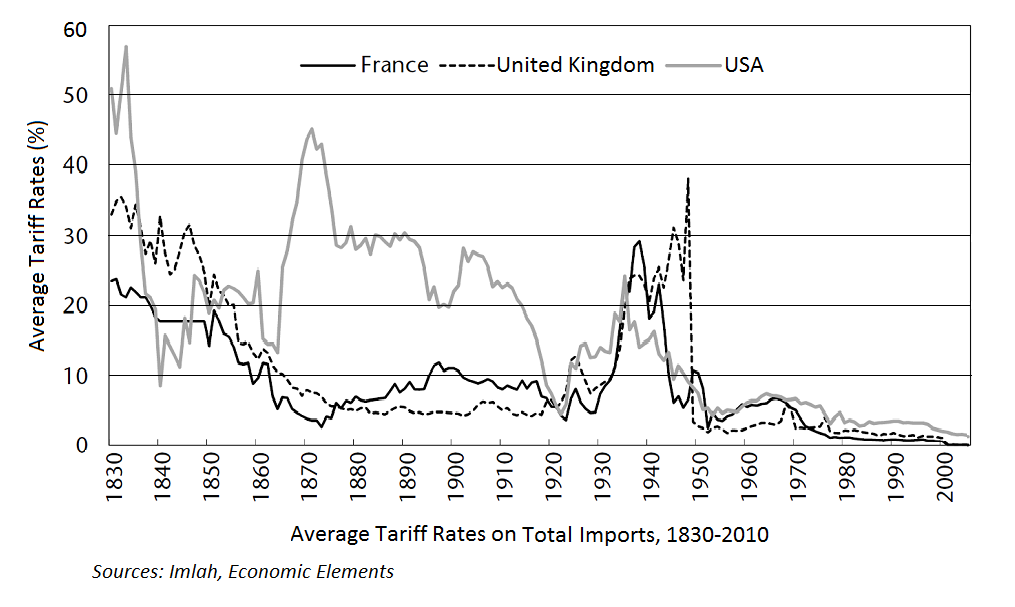
Tariffe a confronto (Francia, Regno Unito, Stati Uniti).

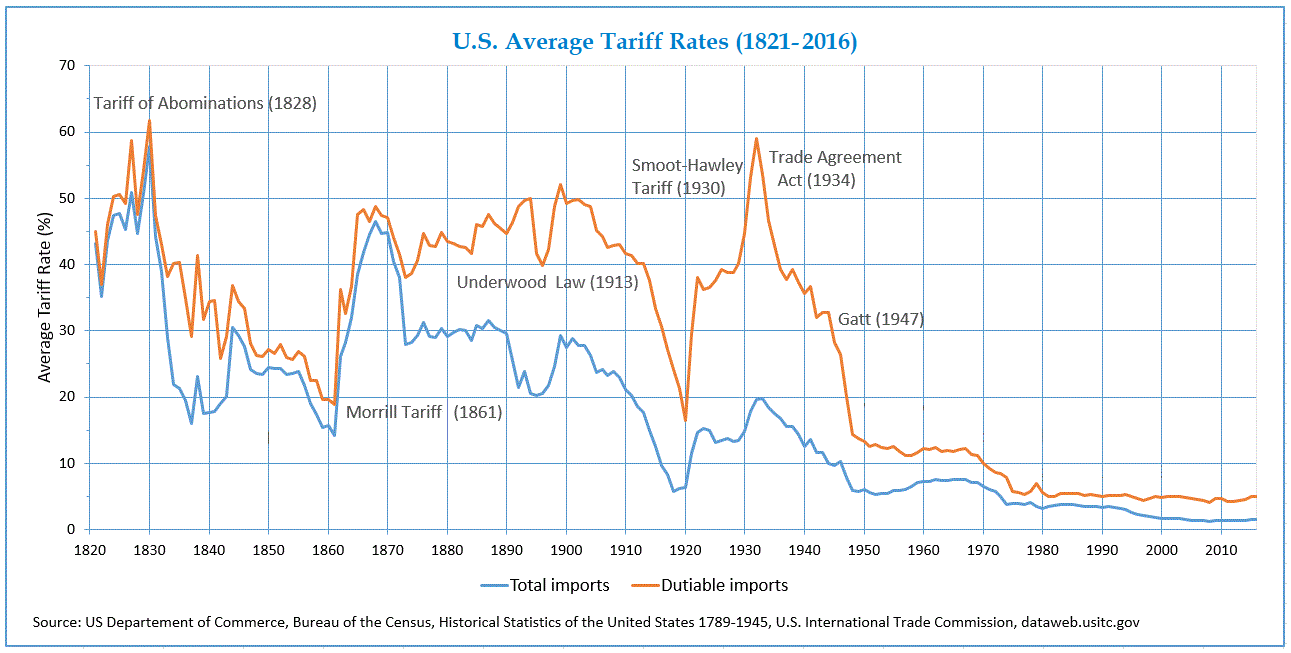
Tariffe medie negli USA (1821-2016).

Il Segretario del Tesoro Alexander Hamilton costruì le basi del Sistema Americano, proponendo la creazione della Prima Banca degli Stati Uniti e tariffe maggiorate per incoraggiare lo sviluppo industriale.
A seguito della morte di Hamilton per mano di Aaron Burr durante un duello nel 1804, la scuola americana di economia politica fu influenzata nel periodo antecedente alla guerra da Hanry Clay e più genericamente dal Partito Whig.
Alcuni programmi e politiche governative che diedero forma al Sistema americano includono: l'istituzione dell'Ufficio Brevetti nel 1802; la creazione dello United States National Geodetic Survey nel 1807 oltre ad altre misure per migliorare la navigazione fluviale; spedizioni scientifiche verso Ovest le quali incominciarono nel 1804 con Lewis e Clark e continuarono fino al 1870; l'utilizzo di ingegneri militari per supervisionare o dirigere la costruzione delle prime ferrovie e canali; l'istituzione della Prima banca degli Stati Uniti e la Seconda Banca degli Stati Uniti oltre a varie misure di protezionismo (come ad esempio le tariffe del 1828).
Thomas Jefferson e James Madison fecero dura opposizione nei confronti di un forte governo centrale e, di conseguenza, verso molte delle politiche economiche di Hamilton, senza però riuscire a fermarlo. Nel 1801 Jefferson divenne presidente e promosse un governo più decentralizzato, una democrazia agraria chiamata "Democrazia Jeffersoniana". La sua filosofia era basata sulla protezione dell'uomo comune contro una tirannia politica ed economica, lodando spesso i piccoli agricoltori definendoli "i cittadini più preziosi". In ogni caso, Jefferson non cambiò le politiche di base di Hamilton. Come presidente nel 1811 Madison lasciò scadere la concessione alla banca, ma la guerra del 1812 evidenziò come una banca nazionale fosse necessaria e Madison fece marcia indietro, istituendo la Seconda Banca degli Stati Uniti nel 1816 con una concessione di 20 anni.
Thomas Jefferson riuscì ad acquistare il territorio della Louisiana dalla Francia nel 1803 per la somma di 15 milioni di dollari sebbene il Tesoro possedesse in quel momento solo 10 milioni di dollari. L'acquisto della Louisiana espanse notevolmente la grandezza degli Stati Uniti, introducendo nuove terre estremamente fertili, il fiume Mississippi e la città del New Orleans. Le guerre dal 1793 al 1814 e l'Embargo Act del 1807 causarono una drastica riduzione degli scambi commerciali con l'estero. La guerra del 1812 bloccò quasi totalmente il commercio estero, creando negli Stati Uniti un mercato per i beni prodotti proprio negli USA anche se quest'ultimi erano più costosi. La precedente tendenza verso un libero commercio si trasformò in un protezionismo caratterizzato da tariffe protettive.
Gli stati costruirono strade e vie navigabili, come ad esempio la strada nazionale Cumberland Pike (1818) e il Canale Erie (1825), aprendo nuovi mercati per i prodotti agricoli coltivati più a ovest. Il partito Whig sosteneva il Sistema Americano di Clay, il quale proponeva la costruzione di nuove infrastrutture (strade, canali, porti), protezionismo per le industrie e la creazione di una forte banca nazionale. Il programma legislativo del partito Whig venne bloccato a livello nazionale dai Democratici, ma programmi di modernizzazione simili vennero messi in atto dalla maggior parte degli stati.
Il commercio tra gli stati veniva regolato dal governo federale.
Il presidente Andrew Jackson (1829-1837), leader del partito Democratico oppose resistenza contro la Seconda Banca degli Stati Uniti, la quale, secondo Jackson, avrebbe rafforzato gli interessi dei ricchi. Quando venne eletto per la seconda volta, bloccò il rinnovo della concessione della banca. Jackson si oppose ai soldi in carta, richiedendo che il governo fosse pagato in monete d'oro e d'argento. Il Panico del 1837 arrestò la crescita economica per tre anni.

### Agricoltura, commercio e industria

#### Crescita della popolazione
Nonostante l'immigrazione dall'Europa fosse relativamente poca, la rapida espansione di insediamenti verso ovest e l'acquisto della Louisiana del 1803 permise un notevole ampliamento geografico. L'alto tasso di natalità e la disponibilità di nuove terre a basso costo causarono un rapido aumento demografico. L'età media era meno di 20 anni. La popolazione aumentò da 5,3 milioni nel 1800 in uno spazio di 850.000 miglia quadrate a 9,6 milioni nel 1820 in uno spazio di 1.749.000 miglia quadrate. Nel 1840, la popolazione raggiunse i 17.069.000 abitanti nello stesso spazio.
New Orleans e St. Louis una volta entrate a far parte degli Stati Uniti crebbero molto rapidamente, nuove città vennero costruite del tutto: Pittsburgh, Marietta, Cincinnati, Louisville, Lexington, Nashville. Con l'avvento delle navi a vapore a partire dal 1810 la navigazione fluviale controcorrente divenne più rapida ed economica nei fiumi più grandi come lo Hudson, Ohio, Mississippi, Illinois, Missouri, Tennessee, e Cumberland. Molte delle nuove città avevano poche strade, ma erano ricche di fiumi tramite i quali navigando seguendo la corrente si raggiungeva facilmente New Orleans. Con le navi a vapore le merci importate da nordest o dall'Europa potevano raggiungere i nuovi insediamenti. L'apertura del Canale Erie rafforzò il ruolo di Bufalo nel trasporto di merci via acqua, contribuendo allo sviluppo di importanti città come Cleveland, Detroit e soprattutto Chicago.

#### Carenza di manodopera
L'economia degli USA nei primi anni del XIX secolo furono caratterizzati dalla carenza di lavoratori, attribuita ai grandi profitti dell'agricoltura considerando il fatto che le nuove terre erano molto economiche. Vi era richiesta di una grande varietà di manodopera. Il costo del lavoro negli USA era più alto del 30-50% rispetto all'Inghilterra. La manodopera femminile era molto scarsa. La carenza di lavoratori, complice anche la mancanza di adeguate infrastrutture per il trasporto e la bassa densità della popolazione, furono un incentivo per investimenti di capitale soprattutto nella produzione di macchinari.

#### Agricoltura
Fino agli inizi del XIX secolo l'economia degli Stati Uniti era principalmente basata sull'agricoltura. Grazie alla progressiva espansione verso ovest, nuove terre vennero coltivate. Le piantagioni di cotone si svilupparono principalmente in Mississippi e in Alabama, di conseguenza il prezzo del cotone e quello di altri prodotti agricoli si abbassò.
Prima della Rivoluzione Industriale, il cotone veniva lavorato vicino a dove era coltivato, lasciando ben poco cotone grezzo per il mercato internazionale. Con la Rivoluzione Industriale la domanda di cotone crebbe enormemente grazie a nuove tecnologie meccanizzate per la sua lavorazione. Nonostante il cotone fosse coltivato in India, Cina, Egitto, Medio Oriente e altre zone tropicali e sub-tropicali, gli Stati Uniti disponevano di grandi spazi per coltivarlo in grande scala, garantendo enormi profitti. In particolare, una varietà di cotone importata dal Messico al Mississippi nel 1806 era in grado di produrre semi di cotone tre o quattro volte più veloci da raccogliere. Oggigiorno, questa tipologia di cotone viene largamente coltivata in tutto il mondo. Nel 1830 i profitti derivati dal cotone ammontavano a circa il 6% del reddito nazionale. Il cotone divenne il prodotto più esportato dagli Stati Uniti.
Lo zucchero veniva coltivato nello Louisiana, dove poi veniva raffinato nello zucchero in granuli. Coltivare e raffinare lo zucchero richiedeva grandi quantità di capitale e spesso le famiglie più ricche possedevano le piantagioni di zucchero con annessi i propri zuccherifici.
Nel sud, le piantagioni di cotone, zucchero e tabacco si servivano del lavoro degli schiavi di origine africana. La produzione di cibo pro capite non aumentava proporzionalmente alla velocità con la quale aumentava la popolazione urbana nel periodo antecedente alla guerra.

#### Strade

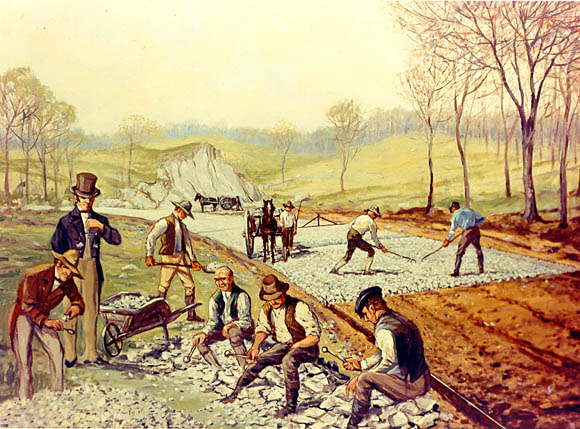
Costruzione della prima strada in macadam negli Stati Uniti (1823). In primo piano, dei lavoratori stanno rompendo delle pietre "in modo tale che non superassero i 170 g di peso o che non riuscissero a passare in un anello di 5 cm.

Agli inizi del XIX secolo vi erano solamente poche strade fuori dalle città. Una tonnellata di merci trasportata per una miglio con un carro costava sui 30-70 centesimi nel 1819.
Con l'acquisto della Louisiana si rese necessaria la costruzione di nuove strade verso ovest. Thomas Jefferson autorizzò la costruzione della Cumberland Road nel 1806 che doveva collegare Cumberland Maryland con Wheeling (West) Virginia.
Con la costruzione di nuove strade nel XIX secolo si ridussero di molto i costi derivati dal trasporto, provocando la deflazione del 1819 - 1821, una delle maggiori deflazioni della storia degli Stati Uniti.
Alcune strade erano prevedano il pagamento di un pedaggio. Una strada in macadam a New York costava in media 3.500$/miglia, strade di qualità superiore costavano in media 5.000-10.000$/miglia.

#### Canali
I costi del trasporto fluviale erano nettamente inferiori a quelli del trasporto via terra. La costruzione di un tipico canale costava 20.000$-30.000$ per miglio.
La costruzione di canali si concentrò principalmente in Pennsylvania fino al 1820, molti dei quali servivano per il trasporto di carbone.
Il canale Erie che connetteva Albany con Buffalo entrò in funzione nel 1825. Il canale abbassò drasticamente i costi di trasporto dalla merce, da 19,2 centesimi per tonnellata/miglia a 0,81 centesimi per tonnellata/miglio. Il canale Erie fu un enorme successo commerciale ed ebbe un forte impatto sull'economia della zona.
Altri canali di notevole successo furono il Delaware e il Raritan. Molta importanza ebbe anche il canale che aggirava le cascate nel fiume Ohio a Louisville, lungo poco più di 4 km che fu aperto nel 1830.
Il successo dei alcuni dei primissimi canali costruiti ne incoraggiò la costruzione di molti altri, ma non tutti si rivelarono profittevoli. Nel 1820 la costruzione dei canali procedeva a pieno ritmo, in contemporanea un numero limitato di rotaie per vagoni merci trainati da cavalli vennero costruite. Ben presto vennero rimpiazzate dalle prime ferrovie per treni a vapore negli anni '30 del XIX secolo.

#### Energia a vapore
Nel 1780 negli Stati Uniti vi erano tre principali motori a vapore e tutti e tre venivano utilizzati per il pompaggio d'acqua: due erano collocati in miniere e uno a New York per rifornirla d'acqua. Fino al 1840 la maggior parte dell'energia prodotta negli Stati Uniti veniva ricavata dall'acqua, ma ci vollero altri dieci anni prima che l'energia a vapore la sorpassasse definitivamente.
Nel 1807 il primo battello a vapore entrò in servizio: la North River Steamboat, nota anche come Clermont.
Olver Evans cominciò a sviluppare un motore a vapore ad alta pressione il quale era più pratico rispetto a un motore simile sviluppato nello stesso periodo da Richard Trevithick in Inghilterra. Usando un condensatore separato, il motore ad alta pressione non necessitava di un sistema di raffreddamento ad acqua. Inoltre, possedeva una maggior potenza in rapporto al peso, rendendolo adatto per navi a vapore e locomotive. Evans produsse alcuni motori nel 1801-1806, in seguito aprì la fonderia e fabbrica Mars Works, vicino a Philadelphia dove costruì motori in modo sistematico. Evans insieme con un socio aprirono la Pittsburgh Steam Engine Company in Pittsburgh, Pennsylvania. Ben presto i motori a vapore divennero comuni nel pompaggio d'acqua, segherie e mulini, specialmente in zone dove l'acqua era scarsa o del tutto assente.

#### Trasmissione di energia meccanica
Nel 1828, Paul Moody introdusse l'utilizzo di cinghie in cuoio al posto di pesanti ingranaggi nelle fabbriche che utilizzavano l'energia di acqua o vapore per ottenere energia meccanica. Le cinghie in cuoio divennero la norma per la trasmissione meccanica di energia nelle grandi fabbriche fino all'introduzione dei motori elettrici nei primi anni del XX secolo.

#### Costruzione navale
La costruzione navale rimase una delle industrie principali degli Stati Uniti. Le navi erano superiori in quanto a design, richiedevano un numero inferiore di membri d'equipaggio e la loro costruzione costava il 40-60% in meno rispetto alle navi europee. Gli inglesi ripresero il primo posto nella costruzione navale quando introdussero le prime navi con scafo di metallo nei primi decenni del XIX.

#### Navi a vapore
L'uso di imbarcazioni commerciali a vapore ebbe inizio nel 1807, grazie alla North River Steamboat, conosciuta come Clermont.
Le prime imbarcazioni a vapore erano alimentate da motori a bassa pressione, i quali erano molto grandi e pesanti in confronto ai motori ad altra pressione. Le prime imbarcazione che utilizzaroo esclusivamente motori ad altra pressione furono la Aetna e Pennsylvania, ideate e costruite da Oliver Evans.
Nel 1815 si stima vi fossero 30 imbarcazioni a vapore negli Stati Uniti, questo numero aumenterà rapidamente superando le centinaia di imbarcazioni negli anni successivi, soprattutto nel Mississippi, dove vi erano più imbarcazioni a vapore che nel resto del mondo.
Il prezzo della merce trasportata nel 1820-30 con le nuove imbarcazioni era sensibilmente minore rispetto al prezzo delle tipiche imbarcazioni fluviali a remi.

#### Ferrovie
Le ferrovie furono un'invenzione inglese e i primi imprenditori importarono macchinari inglesi intorno al 1830. Nel 1850 gli americani svilupparono una loro tecnologia. Tra il 1840-50 le ferrovie collegavano città vicine o connettevano alcune fattorie con i canali navigabili. Inizialmente trasportavano merci e solo successivamente passeggeri. Le prime locomotive erano d'importazione inglese, come ad esempio la John Bull la quale arrivò nel 1831. Una delle principali fabbriche di locomotive in America era la Baldwin Locomotive Works, fondata nel 1833, anno in cui vi erano in circolazione ben poche locomotive e tre quarti erano prodotte in Inghilterra. Nel 1838 vi erano 346 locomotive, di cui tre quarti prodotte in America.
Nel 1840 nell'Ohio vennero costruite ferrovie più di ogni altro stato, le quali misero fuori mercato i canali. La costruzione di binari per un miglio costava 30.000$ mentre un canale della stessa lunghezza costava 20.000$, ma la rete ferroviaria poteva trasportare 50 volte il traffico permesso da un canale.

#### Settore manifatturiero
Il settore tessile fu il primo a essere sviluppato a partire dal 1790, periodo in cui le prime fabbriche vennero costruite per soddisfare il mercato regionale e nazionale. La maggior parte di tali fabbriche erano collocate nelle vicinanze dei fiumi, principalmente nel New England e New York.
Prima del 1800, la maggior parte dei vestiti venivano prodotti a livello domestico per i bisogni della famiglia o del vicinato. A partire dal 1820 i vestiti venivano tipicamente comprati nei negozi e i lavori di cucitura continuavano a essere svolti in ambiente domestico dalle donne. Il settore tessile si affermò nel lungo periodo di guerre compreso tra il 1793-1815, in quanto i vestiti a basso prezzo importati dall'Inghilterra non erano più disponibili. Samuel Slater portò segretamente i piani per la costruzione dei complessi macchinari tessili negli Stati Uniti dall'Inghilterra, incominciando la produzione usando le schematiche rubate dei telai inglesi. Al momento dell'Embargo Act del 1807, il quale bloccò il commercio con la Gran Bretagna, vi erano 15 piccoli impianti di lavorazione del cotone, impiegavano il lavoro di circa 50 operai e si trovavano tutti a sud-est nella Nuova Inghilterra.
La fabbrica più grande per la lavorazione del cotone fu la Boston Manufacturing Company costruita da Francis Cabot Lowell nel 1815, la quale si serviva della forza lavoro di 300 operai. La fabbrica era estremamente efficiente e profittevole e grazie alle tariffe del 1816 sulle merci importate poté competere efficacemente con la produzione tessile britannica.
Gli Stati Uniti incominciarono a esportare prodotti tessili nel 1830, specializzandosi in vestiti grezzi e grossolani mentre gli inglesi producevano tessuti ben più complessi e di alta qualità: due diversi tipi di tessuti per due diversi tipi di mercato.
Lo stato che diverrà successivamente leader nella produzione di vestiti di cotone sarà il Massachusetts, grazie agli stabilimenti industriali nella città di Fall River.
La produzione di vestiti, principalmente di cotone, ma anche lana, lino e seta, divenne la principale industria degli Stati Uniti, la quale spinse verso lo sviluppo di sistemi meccanici anche in altri settori.
La produzione di scarpe incominciò un processo di trasferimento dalla produzione artigianale alla produzione in fabbrica.

##### Sviluppo di parti intercambiabili
Lo sviluppo di parti intercambiabili viene considerata come una delle caratteristiche più importanti dell'eccezionale crescita dell'economia degli Stati Uniti.
L'idea di standardizzare gli armamenti in dotazione alle forze armate fu del generale francese Jean-Baptiste Vaquette de Gribeauval. L'importanza di avere armamenti standard venne supportata da Thomas Jefferson, al tempo ambasciatore in Francia e da Louis de Tousard, il quale combatté nella Rivoluzione Francese per poi arruolarsi nel 1795 nell'esercito americano. George Washington suggerì a Tousard di scrivere un manuale tecnico di artiglieria, pubblicato nel 1809 con il titolo "The American Artillerist's Companion". Il manuale venne usato per scopi di formazione, dando fondamentale importanza allo sviluppo di un sistema standard per gli armamenti.
Inizialmente, gli armamenti venivano commissionati a privati i quali costruivano armi personalizzate, senza parti intercambiabili. I reggimenti includevano sempre un esperto armaiolo per poter intervenire con la dovuta precisione e destrezza, visto che ogni componente dell'arma era spesso diverso in base a chi l'aveva prodotto.
Vista l'esperienza del conflitto del 1812, il Dipartimento della Guerra fece richiesta di commissionare parti di armi da fuoco che fossero intercambiabili. Questa nuova necessità spinse per l'elaborazione di nuovi macchinari per la lavorazione del metallo.
Lo sviluppo dei nuovi macchinari e i relativi processi di lavorazione resero possibile lo slancio dell'industria moderna della produzione di massa. In ogni caso, la produzione su larga scala negli Stati Uniti non si sviluppò fino agli ultimi anni del XIX secolo.

### Finanza, denaro e banche
La concessione della Prima Banca degli Stati Uniti scadde nel 1811. La sua assenza causò gravi difficoltà per il governo per finanziare la guerra del 1812 visto il rifiuto della Nuova Inghilterra di contribuire.
Il Presidente James Madison rivide l’opposizione del suo predecessore e istituì la Seconda Banca degli Stati Uniti nel 1816. Il suo direttore esecutivo fu Nicholas Biddle. La banca collassò nel 1836 a causa dei duri attacchi contro le banche da parte del Presidente Andrew Jackson.
Ci furono tre grandi momenti di crisi economica durante il XIX secolo.
Il primo fu il risultato dell’Embargo Act del 1807, il quale fece cessare pressoché del tutto il commercio internazionale a causa delle Guerre Napoleoniche. L’embargo causò una recessione nelle città e nelle industrie dipendenti dal commercio con l’Europa.
Il secondo, fu caratterizzato da alcune crisi economiche legate a periodi di forte deflazione, il più importante fu durante la recessione del 1818-1821, nella quale i prezzi di alcuni prodotti agricoli crollarono del 50%. I prezzi tornarono alla stabilità solo nel 1830, anche se inferiori rispetto al 1815. I prezzi che più si abbassarono furono quelli del cotone, il principale export degli Stati Uniti.
Il prezzo del grano era alto a causa dell’“anno senza estate” del 1816, ma si abbassò per il ritorno alla normalità dei successivi raccolti nel 1818.
I costi dei trasporti furono ridotti significativamente grazie ai numerosi miglioramenti alle infrastrutture, in particolar modo alla rete stradale.
Terzo, la recessione del 1830-1843 nel periodo del Panico del 1837, quando i prezzi si abbassarono del 33% -- un risultato paragonabile solo a quello della Grande Depressione. Una delle principali cause del Panico del 1837 fu l’esaurimento delle miniere d’argento nel Messico. Nonostante la deflazione e la depressione, il PIL aumentò del 16% nel periodo 1839-1843. Ciò si deve in parte all'aumento della popolazione.
Molti esperti di storia economica considerano la forte instabilità economica del periodo sotto la presidenza di Jackson legata per lo più ad avvenimenti al di fuori del controllo americano, tra cui fatti successi in Messico, Cina e Inghilterra. Temin suggerisce che “l’inflazione e le crisi finanziarie del 1830 ebbero origine da eventi in gran parte fuori dal controllo del Presidente Jackson e avrebbero avuto luogo nonostante le sue politiche nei confronti della Seconda Banca degli Stati Uniti.”

#### Economia durante la guerra del 1812
La guerra del 1812 venne finanziata tramite prestiti, emissione di denaro da parte di banche private e da un’inflazione del 15%. Il governo gestì le finanze in modo inefficiente, con ritardi nei pagamenti di diversi mesi e confusione generale. Inesperienza, indecisione, incompetenza, caratterizzarono questo periodo.
I Repubblicani, in carica in quel periodo, avevano intenzionalmente cercato di ridurre al minimo il ruolo federale nella gestione delle finanze prima del 1812. Non ci furono delle riforme nel settore prima della fine della guerra. L’idea di decentralizzare la gestione nel settore della finanza da parte dei Repubblicani comportò la fine della Prima Banca nel 1811. Tale assenza rese difficile la gestione finanziaria della guerra, causando non pochi problemi nel trasferimento di denaro da uno stato all'altro visto che le banche non potevano operare al di fuori del proprio stato. La burocrazia non funzionò a dovere. Sul lato positivo, vennero create 120 banche le quali emisero banconote finanziando gran parte della guerra insieme con i prestiti chiesi da Washington. Le tasse vennero alzate di poco per volontà del Congresso Repubblicano, nonostante alcuni membri del partito Repubblicano, prima fra tutti il Segretario del Tesoro Albert Gallatin, suggerirono la necessità di un incremento delle tasse.
Per tutta la durata del conflitto, i Federalisti nel Congresso e soprattutto gli stati controllati dai Federalisti nel nord-est si opposero fortemente alla guerra e per tanto si rifiutarono di contribuire economicamente. Inoltre, facilitarono il contrabbando di oro e argento verso il Canada in grandi quantità, creando una loro carenza negli Stati Uniti.
Durante i due anni di conflitto, 1812-1815, il governo federale ricevette più soldi di quanto spese: 119,5$ milioni (uscite), 154,0 milioni (entrate). Due terzi del denaro erano frutto di prestiti da ripagare in futuro, il debito nazionale passo da 56,0$ milioni nel 1812 a 127,3 milioni nel 1815. Il PIL nel 1815 era di 925$ milioni. I debiti vennero ripagati nel 1835.
La Seconda Banca degli Stati Uniti venne istituita nel 1816, dopo di tale data il sistema finanziario funzionò molto bene, nonostante vi fosse una carenza di oro e argento.
Nel periodo 1812-1815 l’economia continuò a crescere del 3,7% annuo, nonostante la perdita di gran parte del commercio nella East Coast. L’inflazione crebbe del 4,8% annuo, il PIL pro capite crebbe del 2,2% annuo. I soldi che avrebbero dovuto essere spesi nelle importazioni – principalmente vestiti – vennero investiti in nuove fabbriche, diventate profittevoli visto l’assenza di vestiti importati dall'Inghilterra, comportando una notevole spinta alla rivoluzione industriale.
La Boston Manufacturing Company costruì a Waltham, Massachusetts, la prima fabbrica al mondo con un sistema integrato di filatura e tessitura utilizzando energia ad acqua.

### Studi sull'argomento
- Chandler, Alfred D. The Visible Hand: The Managerial Revolution in American Business (1977), business history
- Chandler, Alfred D.; Strategy and Structure: Chapters in the History of the Industrial Enterprise  (1969) online, su questia.com. URL consultato il 2 dicembre 2018 (archiviato dall'url originale il 26 luglio 2012).
- Chandler, Alfred D. and James W. Cortada. A Nation Transformed by Information: How Information Has Shaped the United States from Colonial Times to the Present  (2000) online, su questia.com. URL consultato il 2 dicembre 2018 (archiviato dall'url originale il 29 luglio 2012).
- Chernow, Ron. The house of Morgan: an American banking dynasty and the rise of modern finance (2001).
- Folsom, Burt, et al. The Myth of the Robber Barons (2010)
- Gaspar, Vitor. "The making of a continental financial system: Lessons for Europe from early American history." Journal of European Integration 37.7 (2015): 847-859, summarizes Hamilton's achievements in Atlantic perspective.
- Goldin, Claudia Understanding the Gender Gap: An Economic History of American Women (1990), quantitative
- Gordon, Robert. "U.S. Economic Growth since 1870: One Big Wave", American Economic Review 89:2 (May 1999), 123–28;  in JSTOR, su jstor.org.
- Gordon, Robert. The Rise and Fall of American Growth: The U.S. Standard of Living since the Civil War (2016), Comprehensive coverage by leading scholar.
- Klebaner, Benjamin J. American commercial banking: A history (Twayne, 1990).
- Lindert, Peter H. and Jeffrey G. Williamson. Unequal Gains: American Growth and Inequality since 1700 (2016)
- Mason, David L. From buildings and loans to bail-outs: A history of the American savings and loan industry, 1831–1995 (Cambridge University Press, 2004).
- Misa, Thomas J. A Nation of Steel: The Making of Modern America, 1865–1925 (1995)  chapter 1 online, su umn.edu (archiviato dall'url originale il 5 agosto 2012)., on steel industry
- Morris, Charles R. The Tycoons: How Andrew Carnegie, John D. Rockefeller, Jay Gould, and J. P. Morgan Invented the American Supereconomy (2005)
- Morris, Charles R. A Rabble of Dead Money: The Great Crash and the Global Depression: 1929-1939 (2017)
- Murphy, Sharon Ann. Other People's Money: How Banking Worked in the Early American Republic (2017)  online review, su eh.net.
- Ransom, Roger. Conflict and Compromise: The Political Economy of Slavery, Emancipation and the American Civil War (1989)
- Schweikart, Larry, ed. Banking and Finance to 1913 (1990); Banking and Finance, 1913-1989 (2 vol 1990), an encyclopedia with short articles by experts
- Wright, Gavin. Old South, New South: Revolutions in the Southern Economy since the Civil War (1986)
- Wright, Gavin. The Political Economy of the Cotton South: Households, Markets, and Wealth in the Nineteenth Century  (1978) online, su questia.com. URL consultato il 2 dicembre 2018 (archiviato dall'url originale il 27 giugno 2012).
- Wright, Robert E. and David J. Cowen. Financial Founding Fathers: The Men Who Made America Rich, University of Chicago Press, 2006. ISBN 0-226-91068-7.
- Yarrow, Andrew L. "The big postwar story: Abundance and the rise of economic journalism." Journalism History 32.2 (2006): 58+  online (PDF), su publicagenda.com (archiviato dall'url originale il 13 novembre 2018).